# Artur Soares Dias
Artur Manuel Ribeiro Soares Dias (ur. 14 lipca 1979 roku w Vila Nova de Gaia) – portugalski sędzia piłkarski. Od 2010 roku sędzia międzynarodowy.
Soares Dias znalazł się na liście 19 sędziów Mistrzostw Europy 2020.